# (8734) Warner
(8734) Warner – planetoida z grupy pasa głównego asteroid okrążająca Słońce w ciągu 4 lat i 314 dni w średniej odległości 2,87 au. Została odkryta 1 stycznia 1997 roku. Przed nadaniem nazwy planetoida nosiła oznaczenie tymczasowe (8734) 1997 AA.